# Surbiles
Surbiles è un film documentario del 2017 diretto da Giovanni Columbu.

## Trama
Le "surbiles" sono donne all'apparenza come tutte le altre, ma che abbandonano il corpo fisico tra il tramonto e l'alba, nel sonno o per mezzo di droghe, entrando nelle case dove vivono i bambini e succhiando loro il sangue. In passato, queste donne venivano accusate, nei villaggi della Sardegna centrale, della morte improvvisa e inspiegabile di molti bambini. Il film racconta e ricostruisce alcune di queste storie, emergenti da una ricerca antropologica. Tra i casi illustrati, alcune 'surbile' compaiono come buone figure che proteggono i bambini dalle malvagie 'surbile'. Feroci battaglie si svolgono tra i corpi immateriali delle due specie di 'surbile'.

## Distribuzione
Il film venne presentato al Locarno Film Festival il 7 agosto 2017.
Venne trasmesso in televisione per la prima volta da Raitre il 27 settembre 2020.